# Schädelpyramide

Paul Cézanne: Schädelpyramide

Die Schädelpyramide ist ein Werk von Paul Cézanne (1839–1906). Das Stillleben (Öl auf Leinwand, 37 × 45, 5 cm) entstand um 1901 und befindet sich in Privatbesitz.

## Zum Bild
Das kleine Bild zeigt vier Schädel, auf einem weißen Tuch zur Kegelform gestapelt. Drei sind in Ocker- und Grüntönen, zum Teil aufgehellt und gebrochen mit Weiß, dargestellt. Der Hintergrund, in dem der vierte Schädel rechts im Bild verschwindet, zeigt mit Schwarz getrübte Farbigkeit,  die links Spuren von Rot enthält. Der deckende bis halbtrockene Farbauftrag, zum Teil mit breitem Pinsel ausgeführt, unterstreicht die Komposition, angelegt in hellen und dunklen Flächen.
Die Komposition betont das aus den Schädeln gebildete Dreieck, das linear in dem weißen Tuch und dem dunkelfarbigen Hintergrund (es handelt sich um einen Teppich) referenziert ist.  Das Licht vernachlässigt die Plastizität und betont vielmehr die Formen der Gegenstände, die das Sujet auf der Fläche bilden: den Kreis und das Dreieck. Die weiße Unterlage zitiert das Quadrat.

## Werkzusammenhang

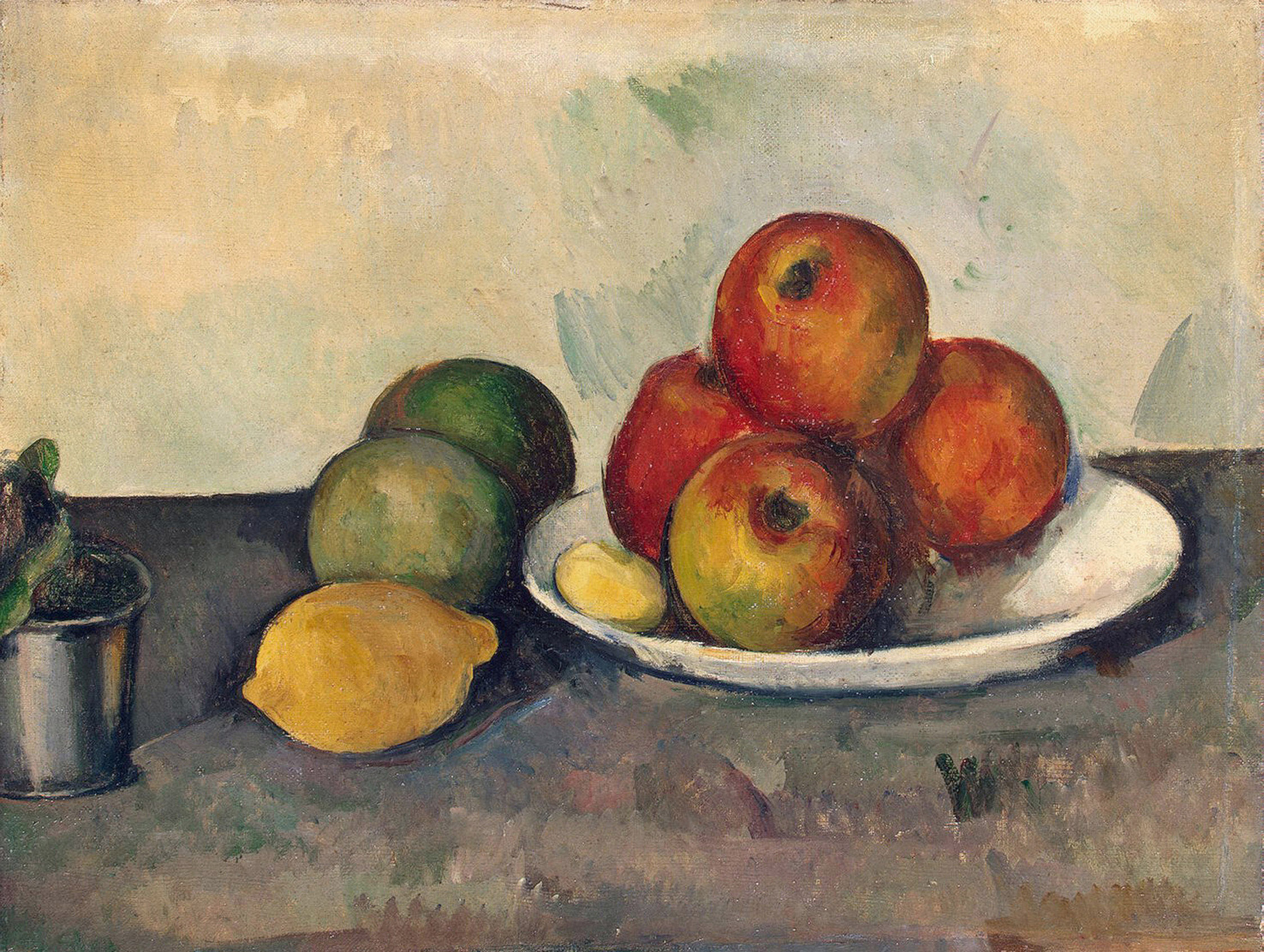
Paul Cézanne: Stillleben mit Äpfeln (1860)

Cézanne hat eine ganze Reihe von meist kleinformatigen Stillleben gefertigt, sowohl in Öl als auch in zahlreichen Aquarellen. Das alte Vanitas-Motiv des Schädels hat er mehrfach variiert, dabei unter anderem in einer weiteren Pyramide auf einem Teppich (demselben, der hier im Hintergrund vage angedeutet ist). In mehreren Fassungen taucht der Schädel zudem in den von ihm immer wieder bevorzugt und in vielen Variationen gestalteten  Stillleben mit Äpfeln auf.
Seit den 1880er Jahren lebte und arbeitete Cézanne in Aix-en-Provence in Südfrankreich, während sich seine Familie nach wie vor in Paris aufhielt. In der Spätphase in Südfrankreich entstanden die berühmten Ansichten der Montagne Sainte-Victoire und die größte Zahl an Gemälden und Aquarellen mit Stillleben. In beiden Werkgruppen verwirklichte Cézanne seine Ideen der Malerei: „Man behandle die Natur gemäß Zylinder, Kugel und Kegel und bringe das Ganze in die richtige Perspektive, so daß jede Seite des Objekts, einer Fläche nach dem zentralen Punkt führt.“ Zwei Dinge, so sagte Cézanne, gebe es für den Maler: das Auge und das Gehirn.

## Rezeption
Cézannes Ansatz, die Malerei von den der Natur innewohnenden Formen  her zu begreifen und in herkömmlichen Sujets, wie Porträt, Landschaft und Stillleben auszudrücken, stand im ausgehenden 19. Jahrhundert sowohl im Gegensatz zur traditionellen akademischen Malerei als auch zu den Ideen der Impressionisten, die die Farbe und das Licht zum Ausdruck des flüchtigen Moments entdeckt hatten. Émile Zola, Cézannes Jugendfreund, hatte 1889 in L'Œuvre (dt.: das Werk), einem Roman aus dem Zyklus Les Rougon-Macquart,  einen Maler scheitern lassen, der aufgrund seiner genialen Ideen am Ende nur noch Unfug auf die Leinwand bringt; diese Figur war von der jahrzehntelangen Freundschaft mit Cézanne inspiriert gewesen und hatte diese beendet. Das Werk Paul Cézannes beeinflusste indes maßgeblich Pablo Picasso und dessen Entwicklung der kubistischen Malerei sowie Henri Matisse.